# Ness
Der Ness nɛs (gälisch: Nis niʃ) ist ein Fluss in Schottland, der von Loch Ness zu seiner Mündung in den Moray Firth bei Inverness fließt. Inverness ist nach dem Fluss benannt. Das Einzugsgebiet beträgt 1850 km². Der Fluss hat eine Länge von nur ca. 12 km, aber mit 300 m³/s einen der höchsten mittleren Abflüsse in Großbritannien; außerdem ist er eine direkte Fortsetzung des Great Glen, der sich über ganz Schottland erstreckt.